# GitLab
O GitLab é um gerenciador de repositório de software baseado em git, com suporte a Wiki, gerenciamento de tarefas e CI/CD. GitLab é similar ao GitHub, mas o GitLab permite que os desenvolvedores armazenem o código em seus próprios servidores, ao invés de servidores de terceiros. Ele é software livre, distribuído pela Licença MIT. Está disponível como um pacote Omnibus, assim como um instalador simplificado provido pela Bitnami e pela Digital Ocean.
O código foi originalmente escrito em Ruby, com algumas partes posteriormente re-escritas em Go. A empresa possui atualmente 325 funcionários assalariados e o projeto de software livre conta com mais de 2100 colaboradores.
É usado por mais de 100 000 organizações, incluindo IPqM (Marinha do Brasil) , IBM, Serpro (Serviço Federal de Processamento de Dados), NASA, Alibaba, Invincea, O’Reilly Media, CERN, Projeto GNOME e SpaceX.

## História
O software foi escrito originalmente por Dmitriy Zaporozhets (atual CTO), da Ucrânia tendo sua primeira versão disponibilizada em 2011 como software livre, distribuído pela Licença MIT. Em 2013, Sytse Sijbrandij, da Holanda (atual CEO), juntamente com Dmitriy resolveram fundar uma empresa para dar suporte ao projeto.

## Concorrência
Em 04 de Junho de 2018, a Microsoft adquiriu o concorrente GitHub, e diversos usuários descontentes decidiram migrar seus projetos para outros sistemas, inclusive para o GitLab.